# درو تایلر بل
درو تایلر بل (انگلیسی: Drew Tyler Bell؛ زادهٔ ۲۹ ژانویهٔ ۱۹۸۶) هنرپیشه و رقاص اهل ایالات متحده آمریکا است.از فیلم‌ها و مجموعه‌های تلویزیونی وی، میتوان به بهترین حرکت او، مترسک‌های ترسناک ۲ و جسور و زیبا اشاره کرد